# Quartieri di Bari

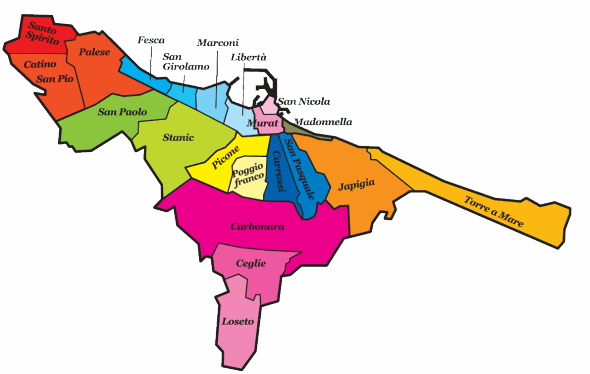
Mappa dei quartieri di Bari (1970-oggi)

Mappa delle circoscrizioni di Bari (1979-2014)

Mappa dei municipi di Bari (2014-oggi)

Il territorio del comune di Bari è suddiviso amministrativamente in cinque municipi, che nel 2014 hanno sostituito le vecchie circoscrizioni.
Una forma non ufficiale e "storica" di suddivisione socio-urbanistica di Bari è data dalla creazione ufficiale dei quartieri, avvenuta nel 1970.

## Storia
La formazione urbanistica del Comune di Bari è piuttosto disomogenea ed è in gran parte risalente al XX secolo.
Fino all'inizio del XIX secolo, i confini di Bari erano perlopiù limitati alla cosiddetta "città vecchia", sita su un'appendice di terra protesa sul mare e circondata dalle sue mura. Solo nel 1813, a causa dell'ampliamento del porto, la città cominciò a ingrandirsi: fu Gioacchino Murat a firmare il decreto di costruzione del cosiddetto "Borgo nuovo" (o "murattiano") in una zona pianeggiante a sud del vecchio centro, con il contestuale smantellamento delle mura che cingevano il borgo antico, sostituite dall'attuale corso Vittorio Emanuele II. Ancora oggi, è evidente il doppio aspetto urbanistico e stilistico del centro, diviso tra il borgo vecchio di impianto medievale - formato da vie strette ed intricate, che si sviluppano a corti e formano una specie di raggiera convergente verso le due chiese maggiori (San Nicola e San Sabino) - e l'ottocentesco quartiere murattiano, a maglia ortogonale.
La costruzione dei rioni Libertà e Marconi (a nord-ovest del centro) e Madonnella (a sud-est) risale ai primi trent'anni del Novecento. Proprio con la costruzione del quartiere Madonnella e del Lungomare monumentale con palazzi pubblici imponenti, in stile rigido e autoritario, il regime fascista si proponeva di cambiare l'aspetto della città capoluogo secondo i propri dettami. Tuttora gran parte del lungomare e del rione Madonnella costituiscono una storica e concreta testimonianza dell'architettura e urbanistica fascista.
A partire dal 1928, il Ministro dei lavori pubblici Araldo di Crollalanza, nell'intento di dar forma alla "grande Bari", iniziò a inglobare nella giurisdizione barese comuni e frazioni limitrofe, nonostante le loro storie e tradizioni fossero generalmente poco legate al capoluogo: lungo gli anni trenta furono così incorporati i comuni di Carbonara di Bari, Ceglie del Campo e Loseto, così come le località di San Giorgio (sottratta a Triggiano), Torre a Mare (tolta a Noicattaro), Palese (un tempo parte di Modugno e fusa con la località già barese di Macchie) e Santo Spirito (prima facente parte di Bitonto). In questo modo, la pianta urbana di Bari assunse la forma di un'aquila con le ali spiegate, una forma di ovvio riferimento fascista.
Nel secondo dopoguerra, l'espansione avvenne principalmente nei quartieri Picone, Carrassi e San Pasquale, separati dal centro città dalla ferrovia Adriatica e già discretamente urbanizzati prima della Seconda guerra mondiale. Negli anni cinquanta, fu avviata l'urbanizzazione delle zone di Fesca e San Girolamo sul litorale nord, allora ancora abitate da pescatori, mentre nei pressi di Palese e Modugno furono costruite la zona industriale e il quartiere popolare di San Paolo. A sud di Santo Spirito, furono creati i quartieri popolari Enziteto (oggi San Pio) e Catino. Lungo gli anni sessanta, infine, iniziò l'edificazione del quartiere di Japigia, mentre fra Picone e Carrassi sorse il rione di Poggiofranco, il più moderno e ricco della città.
Negli anni settanta, i collegamenti interni alla città e quelli con i comuni contigui vennero notevolmente facilitati con il passaggio della nuova Strada statale 16 Adriatica, che nel territorio di Bari funge da Tangenziale. Nel frattempo, a seguito dello sviluppo economico, una volta saturata la zona del centro, l'edificazione proseguì nelle zone periferiche. Anche per questo, il 26 gennaio del 1970 il Consiglio comunale abolì, con la delibera 489, tutte le esistenti frazioni amministrative e ripartì il territorio in 21 quartieri. Nel 1979, fu decisa poi l'ulteriore ripartizione del territorio in nove circoscrizioni territoriali, con un limitato grado di autonomia amministrativa.
Il 19 aprile 2009, si è tenuto un referendum consultivo nelle circoscrizioni 1 (Palese - Santo Spirito) e 4 (Carbonara - Ceglie - Loseto) per chiedere la trasformazione dei rispettivi territori in comuni autonomi. La consultazione è stata marcata da un fortissimo astensionismo (nella circoscrizione 1 ha votato il 28,06% degli aventi diritto, mentre nella circoscrizione 4 il 18,03%), ma il sì all'autonomia è prevalso in entrambe le consultazioni, sebbene con risultati molto diversi (a Palese - Santo Spirito, i sì hanno raggiunto all'incirca l'80%, mentre a Carbonara - Ceglie - Loseto i favorevoli hanno prevalso per soli 38 voti). Il consiglio comunale di Bari ha successivamente rigettato la proposta di autonomia nel novembre 2009 e un altro provvedimento di legge, stavolta presentato al Consiglio regionale pugliese, è stato poi bocciato nel febbraio 2010.
Nel 2014, fu infine approvata una nuova riforma dell'assetto amministrativo interno, con l'abolizione delle vecchie circoscrizioni e la creazione di cinque municipi, con una maggiore autonomia amministrativa.

## Evoluzioni storiche

### I quartieri
I quartieri di Bari furono ufficialmente stabiliti con la delibera 489 del 26 gennaio 1970, con la quale vennero contestualmente abolite le vecchie frazioni.
| Codice | Nome                           | Area      | Abitanti | Circoscrizione                                                         | Municipio                           | Mappa |
| ------ | ------------------------------ | --------- | -------- | ---------------------------------------------------------------------- | ----------------------------------- | ----- |
| 1      | San Nicola                     | 0,82 km²  | 5 726    | Murat - San Nicola                                                     | Municipio 1                         |       |
| 2      | Murat                          | 1,46 km²  | 29 638   | Libertà - Marconi - San Girolamo - Fesca Madonnella Murat - San Nicola | Municipio 1 Municipio 2             |       |
| 3      | Madonnella                     | 0,50 km²  | 10 680   | Madonnella                                                             | Municipio 1                         |       |
| 4      | Libertà                        | 1,73 km²  | 38 701   | Libertà - Marconi - San Girolamo - Fesca                               | Municipio 1 Municipio 3             |       |
| 5      | Japigia                        | 15,63 km² | 30 153   | Japigia - Torre a Mare Madonnella                                      | Municipio 1                         |       |
| 6      | San Pasquale                   | 4,06 km²  | 18 313   | Carbonara - Ceglie - Loseto Carrassi - San Pasquale                    | Municipio 2 Municipio 4             |       |
| 7      | Carrassi                       | 3,05 km²  | 34 248   | Carrassi - San Pasquale                                                | Municipio 2                         |       |
| 8      | Picone                         | 14,85 km² | 40 225   | Carbonara - Ceglie - Loseto Picone - Poggiofranco San Paolo - Stanic   | Municipio 2 Municipio 3 Municipio 4 |       |
| 9      | Stanic                         | 10,55 km² | 4 489    | San Paolo - Stanic                                                     | Municipio 3                         |       |
| 10     | Marconi - San Girolamo - Fesca | 5,26 km²  | 4 721    | Libertà - Marconi - San Girolamo - Fesca Palese - Santo Spirito        | Municipio 3 Municipio 5             |       |
| 11     | San Paolo                      | 9,11 km²  | 27 990   | San Paolo - Stanic                                                     | Municipio 3                         |       |
| 12     | Palese Macchie                 | 9,90 km²  | 7 315    | Palese - Santo Spirito                                                 | Municipio 5                         |       |
| 13     | Santo Spirito                  | 8,30 km²  | 1 858    | Palese - Santo Spirito                                                 | Municipio 5                         |       |
| 14     | Carbonara di Bari              | 13,43 km² | 22 625   | Carbonara - Ceglie - Loseto                                            | Municipio 2 Municipio 4             |       |
| 15     | Ceglie del Campo               | 6,79 km²  | 5 018    | Carbonara - Ceglie - Loseto                                            | Municipio 4                         |       |
| 16     | Loseto                         | 6,16 km²  | 7 580    | Carbonara - Ceglie - Loseto                                            | Municipio 4                         |       |
| 17     | Torre a Mare                   | 5,12 km²  | 5 070    | Japigia - Torre a Mare                                                 | Municipio 1                         |       |

### Le circoscrizioni
Il 28 luglio 1979, furono istituite nove circoscrizioni territoriali, dotate di un presidente e di un consiglio (composto da un numero di rappresentanti compreso fra 14 e 18) democraticamente eletti.
Nonostante le denominazioni richiamassero i quartieri già esistenti della città, la delimitazione delle circoscrizioni non rispettava fedelmente i loro territori.
| Codice | Nome                                     | Area      | Quartieri                                                     | Sostituita da                       | Mappa |
| ------ | ---------------------------------------- | --------- | ------------------------------------------------------------- | ----------------------------------- | ----- |
| 1      | Palese - Santo Spirito                   | 19,60 km² | Palese Macchie Santo Spirito                                  | Municipio 5                         |       |
| 2      | San Paolo - Stanic                       | 20,00 km² | Picone San Paolo Stanic                                       | Municipio 3                         |       |
| 3      | Picone - Poggiofranco                    | 8,09 km²  | Picone                                                        | Municipio 2 Municipio 3             |       |
| 4      | Carbonara - Ceglie - Loseto              | 33,00 km² | Carbonara di Bari Ceglie del Campo Loseto Picone San Pasquale | Municipio 2 Municipio 4             |       |
| 5      | Japigia - Torre a Mare                   | 19,69 km² | Japigia Torre a Mare                                          | Municipio 1                         |       |
| 6      | Carrassi - San Pasquale                  | 6,92 km²  | Carrassi San Pasquale                                         | Municipio 2                         |       |
| 7      | Madonnella                               | 1,34 km²  | Japigia Madonnella Murat                                      | Municipio 1                         |       |
| 8      | Libertà - Marconi - San Girolamo - Fesca | 6,04 km²  | Libertà Marconi - San Girolamo - Fesca Murat                  | Municipio 1 Municipio 2 Municipio 3 |       |
| 9      | Murat - San Nicola                       | 1,54 km²  | Murat San Nicola                                              | Municipio 1                         |       |

### I municipi
Il 24 marzo 2014 è stata approvata una riforma dell'assetto amministrativo del comune, con l'intento di favorire un ulteriore decentramento delle funzioni in vista dell'istituzione della città metropolitana.
La riforma è entrata in vigore il 25 maggio 2014, con l'elezione dei nuovi presidenti e consigli di municipio.
| Codice | Nome        | Area      | Abitanti | Quartieri                                                                | Mappa |
| ------ | ----------- | --------- | -------- | ------------------------------------------------------------------------ | ----- |
| 1      | Municipio 1 | 24,07 km² | 111 586  | Japigia Libertà Madonnella Murat San Nicola Torre a Mare                 |       |
| 2      | Municipio 2 | 15,44 km² | 90 879   | Picone Poggiofranco Carrassi San Pasquale Mungivacca                     |       |
| 3      | Municipio 3 | 22,51 km² | 50 084   | Marconi - San Girolamo - Fesca San Paolo Stanic-Villaggio del Lavoratore |       |
| 4      | Municipio 4 | 33,16 km² | 36 454   | Carbonara di Bari Ceglie del Campo Loseto                                |       |
| 5      | Municipio 5 | 21,56 km² | 26 945   | Palese Macchie Santo Spirito-Catino-San Pio                              |       |